# 장향숙
장향숙(張香淑, 1961년 2월 3일~)은 대한민국의 장애인 인권운동가, 정치인이다. 제17대 국회의원을 지냈다. 본관은 안동.
중증 장애인으로서 부산여성장애인연대 회장을 지내는 등 장애인 운동가로 활동했다. 2004년 열린우리당 비례대표로 제17대 국회의원이 되었다.

## 역대 선거 결과
|  | 38.26% |

|  | 33.74% |